# Tropenjaren
Tropenjaren is een Nederlandse televisieserie die sinds april 2022 door BNNVARA wordt uitgezonden op NPO 3.  De serie werd geregisseerd door Elzelien Peters en is gebaseerd op een Israëlisch televisieformat, dat door Peters bewerkt werd. De serie gaat over het leven van Rosa (Jelka van Houten) en Jelle Klein (Henry van Loon) na de geboorte van hun eerste kind.
Het eerste seizoen van tien afleveringen werd uitgezonden van 17 april t/m 19 juni 2022. Het tweede seizoen startte op 3 november 2024.

## Verhaal
Tropenjaren draait om het leven van koppel Rosa en Jelle Klein na de geboorte van hun eerste kind, en de omgang met hun oude omgeving en nieuwe leven.

## Ontstaan
Tropenjaren is een vertaling van de Israëlische comedyserie Bilti Hafich (vertaald: Onomkeerbaar) geschreven door Sigal Avin en Raanan Shaked. Van de Israëlische serie werden twee seizoenen van 12 en 13 afleveringen gemaakt, die in 2013 en 2016 werden uitgezonden op de Israëlische Channel 2.
De scripts werden in het Nederlands vertaald en bewerkt door Elzelien Peters, die ook de regie voor de serie verzorgde. Voor de serie werden Jelka van Houten, met wie Peters eerder samenwerkte in de serie Jeuk, en Henry van Loon gecast in de rollen van Rosa en Jelle Klein (in de oorspronkelijke serie: Rona en Udi Klein). Van Houten en Van Loon hebben sinds 2017 ook in het echte leven een relatie en kregen in 2020 hun eerste kind.

## Rolverdeling
| Acteur                    | Rol                                             | Seizoen |
| ------------------------- | ----------------------------------------------- | ------- |
| Jelka van Houten          | Rosa Klein                                      | 1–heden |
| Henry van Loon            | Jelle Klein                                     | 1–heden |
| Zoë Kamphuis              | Stella Klein                                    | 1       |
| Jim Spaa                  | Stella Klein                                    | 1       |
| Bodhi Pronk               | Stella Klein                                    | 1       |
| Kalle Spil                | Stella Klein                                    | 1       |
| Isabel de Nooij           | Stella Klein                                    | 1       |
| Mayson Hoogerdijk         | Stella Klein                                    | 1       |
| Milo van Haaren           | Stella Klein                                    | 1       |
| Juul van der Donk         | Stella Klein                                    | 2       |
| Rozie Knijpinga           | Stella Klein                                    | 2       |
| Mikki Rozemalen           | Stella Klein                                    | 2       |
| Lineke Rijxman            | Sarah Klein-Smit                                | 1–heden |
| Stefan Stasse             | Andries Klein                                   | 1–heden |
| Eva Crutzen               | Bregje (zus van Rosa)                           | 1       |
| Johanna Hagen             | Bregje (zus van Rosa)                           | 2       |
| Joke Tjalsma              | Eva (Moeder Rosa en Bregje)                     | 1–heden |
| Eric van Sauers           | Steve                                           | 1–heden |
| Sarah Janneh              | Anna                                            | 1–heden |
| Chloe Bouterse            | Rachel (dochter van Steve)                      | 1       |
| Dunya Khayame             | Mira Vroegindewei (buurvrouw)                   | 1–heden |
| Peter van de Witte        | Robert Vroegindewei (buurman)                   | 2       |
| Marouan Iourizen          | Ziggy Vroegindewei (Zoon van Mira en Robert)    | 1–heden |
| Ryan van der Hurk         | Wolf Vroegindewei (Zoon van Mira en Robert)     | 1–heden |
| Amira Akalai              | Tiger Vroegindewei (Dochter van Mira en Robert) | 1–heden |
| Yasmina Akalai            | Lilly Vroegindewei (Dochter van Mira en Robert) | 1–heden |
| Sieger Sloot              | Jakko Jekkers                                   | 1–heden |
| Yvonne van den Eerenbeemt | Tammy                                           | 1–heden |
| Ruben Andriesse           | Koen                                            | 1       |
| Allard Westenbrink        | Opnameleider                                    | 1       |
| Pepijn Schoneveld         | Opnameleider                                    | 2       |
| Kees Boot                 | Harold                                          | 1       |
| Naomi van der Linden      | Sacha                                           | 1       |
| Tjebbo Gerritsma          | Ralf                                            | 2       |
| Lorenzo de Moor           | Matteo Richy                                    | 2       |

Opgenomen zijn de rollen die in méér dan één aflevering voorkomen.

## Afleveringen

### Seizoen 1
| Nr | Titel                        | Originele uitzenddatum |
| -- | ---------------------------- | ---------------------- |
| 1  | Seks op de ouderwetse manier | 17 april 2022          |
| 2  | Lekkage                      | 24 april 2022          |
| 3  | Bridget M                    | 1 mei 2022             |
| 4  | Seks of slapen               | 8 mei 2022             |
| 5  | Je mag ze wel even aanraken  | 15 mei 2022            |
| 6  | Pappa is een sterretje       | 22 mei 2022            |
| 7  | Fifty-fifty                  | 29 mei 2022            |
| 8  | De dochter van de baas       | 5 juni 2022            |
| 9  | Boebie                       | 12 juni 2022           |
| 10 | De huwelijksboot             | 19 juni 2022           |

### Seizoen 2
| Nr | Titel                  | Originele uitzenddatum |
| -- | ---------------------- | ---------------------- |
| 1  | Date night             | 3 november 2024        |
| 2  | Matteo Richy           | 10 november 2024       |
| 3  | De presidentiële suite | 17 november 2024       |
| 4  | Lekker floreren        | 24 november 2024       |
| 5  | Eén wee is geen wee    | 1 december 2024        |
| 6  | Koriander              | 8 december 2024        |
| 7  | Thelma & Louise        | 15 december 2024       |
| 8  | Visite                 | 22 december 2024       |